# Apterocorypha bispina
Apterocorypha bispina är en bönsyrseart som beskrevs av Henri Saussure och Leo Zehntner 1895. Apterocorypha bispina ingår i släktet Apterocorypha och familjen Thespidae. Inga underarter finns listade i Catalogue of Life.